# Olszamowice-Porąbka
Olszamowice-Porąbka est une localité polonaise de la gmina de Fałków, située dans le powiat de Końskie en voïvodie de Sainte-Croix.